# Santuario dell’Amore Misericordioso w Collevalenza
Santuario dell’Amore Misericordioso – świątynia katolicka w Collevalenza konsekrowana w 1965 roku.
Kościół został zaprojektowany przez architekta Julio Lafuente. 31 października 1965 został konsekrowany przez biskupa Antonio Fustella i otwarty przez kard. Alfredo Ottaviani. 17 kwietnia 1982 papież Jan Paweł II wyniósł go do godności bazyliki mniejszej. Z tyłu ołtarza w krypcie znajduje się grób Maríi Józefy Alhamy Valera. Nieopodal sanktuarium znajduje się 122-metrowa studnia oraz źródło, z którego pielgrzymi mogą się napić.